# Isnos
Isnos là một khu tự quản thuộc tỉnh Huila, Colombia. Thủ phủ của khu tự quản Isnos đóng tại San José de Isnos Khu tự quản Isnos có diện tích 697 ki lô mét vuông. Đến thời điểm ngày 28 tháng 5 năm 2005, khu tự quản Isnos có dân số 17699 người.